# ユウメディア
株式会社ユウメディアは、同人誌即売会の企画運営を本業とする企業のひとつである。
北海道から沖縄まで日本全国に支部・協力者を組織して各地で同人誌即売会を主催し、年間開催数にして300回を維持している。
年間動員数は100万人を超えており、これはコミックマーケット（コミケ）を超えて日本最大である。（1999年1月発行の同社会社案内による。）

## 事業内容
- イベント企画運営：同人誌（自費出版）展示即売会、トイ・キャラクター企業展示会の企画運営
- 書籍出版：同人誌コミックアンソロジー、ビジネス書等の編集・出版
- 通信販売：快適本屋さんの商号で同人誌等の通信販売を行う。カタログは年間6回発行。

## 沿革
- 1982年6月 創業
- 1985年3月 上野アメ横にファミコンショップYOUYOUオープン
- 1987年8月 同人誌展示即売会コミックライブ開催
- 1988年4月 パソコンゲームソフト展示イベントパソケット開催
- 1996年1月 同人誌通信販売Doo通販クラブ（後の快適本屋さん）設立
- 1996年2月 株式会社シャピオから株式会社ユウメディアに社名変更。代表取締役社長に山崎哲明。
- 1996年2月 宝島コレクションマーケット開催
- 1998年4月 キャラフェス開催
- 1999年8月 コミック出版部門設立
- 2001年8月 コミック流通部門設立
- 2003年1月 自社による出版コードを取得、総合出版社となる。